# Caverna da Pedra Pintada
Caverna da Pedra Pintada é um sítio arqueológico brasileiro localizado no município de Monte Alegre (Pará), sendo conhecido mundialmente pela presença de pinturas rupestres com mais de 11,2 mil anos, retratando plantas, animais e até as cenas de um parto.

## Estudos
As pinturas da Caverna da Pedra Pintada são de grande importância arqueológica e antropológica, pois fornecem insights sobre a vida e a cultura dos povos que viveram na área no passado. Elas retratam por exemplo, animais, figuras humanas, cenas cotidianas e símbolos, proporcionando um vislumbre das atividades e crenças dessas antigas comunidades.O sítio arqueológico foi documentado por vários viajantes e naturalistas. A arte rupestre vem sendo estudada pela arqueóloga Edithe Pereira do Museu Goeldi desde os anos 1980. Entre 1990 e 1992 a caverna foi objeto de estudos da arqueóloga Anna Curtenius Roosevelt, incluindo a datação por radiocarbono das pinturas, ficando registrado a presença humana no local dos povos mais antigos que habitaram a região, provavelmente no final do Pleistoceno e início do Holoceno e classificaram as pinturas em dois estilos, Parime (abstrato) e Surumu (naturalista), enquanto as gravuras rupestres foram consideradas semelhantes às do já caracterizou o estilo Aishalton das Antilhas e do norte da América do Sul.
Datações realizadas em 1996 revelaram que a ocupação humana neste sítio se deu desde 11 200 anos AP e que se estendeu, de forma descontínua, até 430 anos AP, quando ocorreu contato com os europeus, corroboradas por escavação realizada em 2014, que ainda dataram lascas. A equipe do Museu Goeldi e da UFOPA, responsável pela escavação de 2014, sugere que novas tecnologias de documentação das pinturas rupestres possibilitarão encontrar novos elementos que possam ajudar na identificação de figuras e de traços com maior antiguidade.

## Visitação
A visitação é pemitida e pode ser controlada para garantir a conservação das pinturas e do ambiente. É necessário seguir as regulamentações locais e, em alguns casos, é necessário o acompanhamento de guias especializados para visitar o local.